# Qiu Bo
Pour les articles homonymes, voir Qiu.
Qiu Bo (né le 31 janvier 1993 à Neijiang, dans le Sichuan) est un plongeur chinois.
Il remporte quatre titres mondiaux mais est battu par David Boudia aux Jeux olympiques de Londres.